# Saint-Maurice-en-Gourgois
Saint-Maurice-en-Gourgois ist eine französische Gemeinde mit 1.824 Einwohnern (Stand: 1. Januar 2022) im Département Loire in der Region Auvergne-Rhône-Alpes. Sie gehört zum Arrondissement Montbrison und zum Kanton Saint-Just-Saint-Rambert.

## Geografie
Die Gemeinde Saint-Maurice-en-Gourgois liegt an der Loire in der historischen Landschaft Forez an der Grenze zum Département Haute-Loire, 20 Kilometer westlich von Saint-Étienne. Umgeben wird Saint-Maurice-en-Gourgois von den Nachbargemeinden Périgneux im Nordwesten und Norden, Chambles im Nordosten, Caloire im Osten, Saint-Paul-en-Cornillon im Osten und Südosten, Aurec-sur-Loire und Malvalette im Süden, Rozier-Côtes-d’Aurec im Südwesten sowie Aboën im Westen.

## Bevölkerungsentwicklung
| Jahr                       | 1962 | 1968 | 1975 | 1982 | 1990 | 1999 | 2011 | 2022 |
| -------------------------- | ---- | ---- | ---- | ---- | ---- | ---- | ---- | ---- |
| Einwohner                  | 927  | 823  | 754  | 859  | 1006 | 1277 | 1743 | 1824 |
| Quellen: Cassini und INSEE |      |      |      |      |      |      |      |      |

## Sehenswürdigkeiten

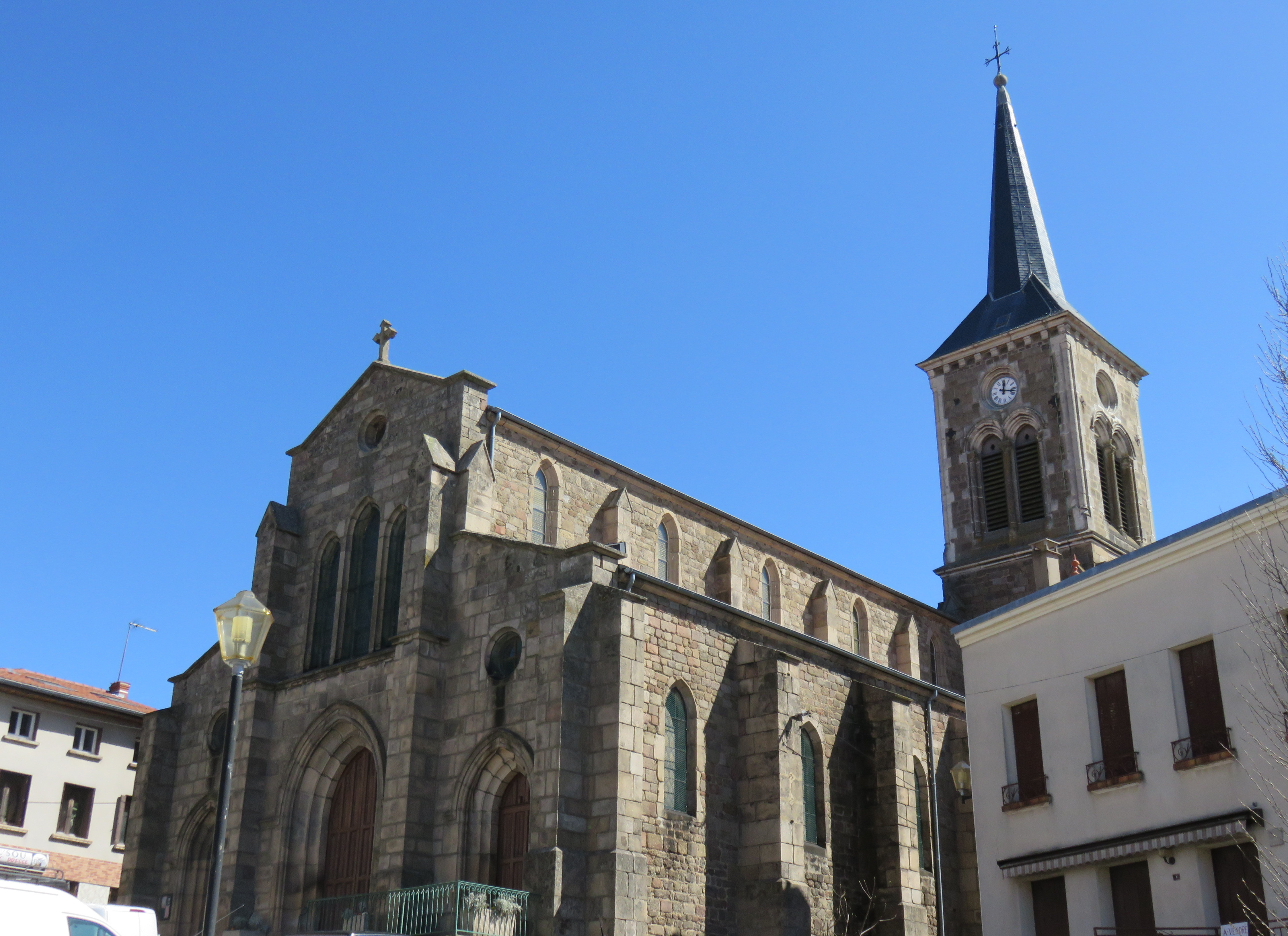
Kirche Saint-Maurice
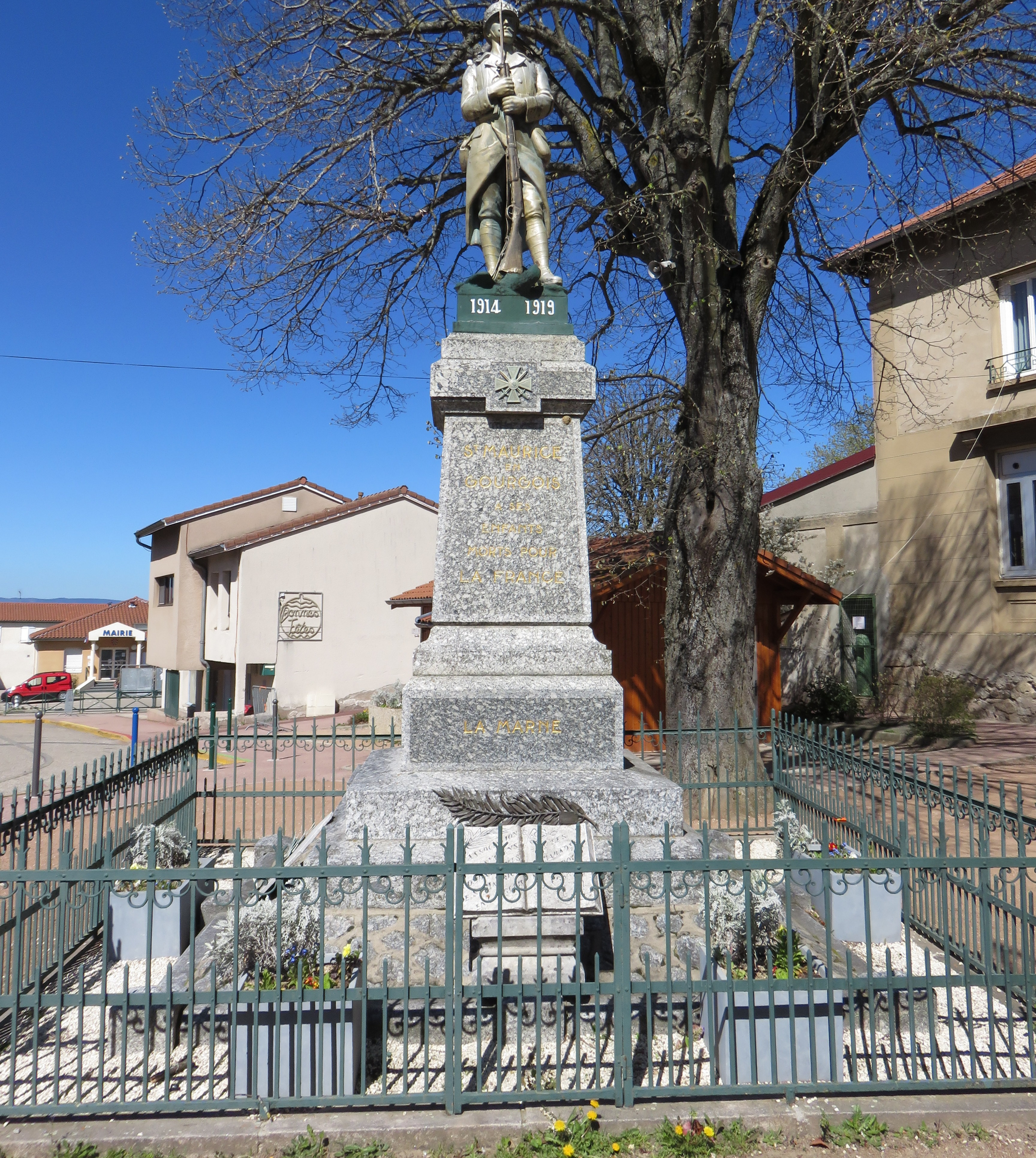
Gefallenendenkmal

- Kirche Saint-Maurice
- Gefallenendenkmal